# Park Chang-sun
Park Chang-sun (ur. 2 lutego 1954 w Gimhae) – były południowokoreański piłkarz występujący na pozycji napastnika.

## Kariera klubowa
Park karierę rozpoczął w 1973 roku w drużynie z Chungang University. W latach 1977–1983 występował kolejno w zespołach: POSCO, Navy FC i Hallelujah FC. W latach 1984–1986 był zawodnikiem Daewoo Royals. Z Daewoo zdobył z klubem mistrzostwo Korei Południowej w 1984. Karierę zakończył w Yukong Kokkiri w 1987.

## Kariera reprezentacyjna
W reprezentacji Korei Południowej Park zadebiutował w 1979 roku. W 1984 wystąpił w Pucharze Azji.
W 1986 roku został powołany do kadry na Mistrzostwa Świata. Na Mundialu w Meksyku wystąpił we wszystkich trzech meczach z Argentyną, Bułgarią i Włochami. W tym samym roku z reprezentacją wygrał Igrzyska Azjatyckie. Ogółem w latach 1979-1986 rozegrał w reprezentacji 32 mecze, w których zdobył 8 bramek.

## Kariera trenerska
Po zakończeniu kariery piłkarskiej Park został trenerem. W latach 1992–2003 prowadził szkolne zespoły Dong-a High School i Kyunghee University. W 1998 prowadził reprezentacji Korei Południowej U-20.